# MobileMe
MobileMe war ein kostenpflichtiger Onlinedienst von Apple, der Daten auf mobilen und stationären Geräten synchron hielt. Dabei konnte es sich um E-Mails, Termine, Adressen oder Fotos handeln. Zu den unterstützten Geräten gehörten das iPhone, der iPod touch, das iPad sowie Computer mit macOS, Windows oder einem aktuellen Browser. MobileMe wurde am 1. Juli 2012 eingestellt und durch iCloud ersetzt.

## Geschichte
MobileMe wurde am 9. Juni 2008 auf der Konferenz WWDC 2008 als Nachfolgedienst von .Mac angekündigt. Mit dem neuen Namen verbindet sich ein Wandel des Schwerpunktes auf sofortige Synchronisierung von Daten auf verschiedenen mobilen und stationären Geräten mittels der Push-Technik und des Zugriffs auf eigene Daten, unabhängig vom eigenen Standort.
Wegen der starken Last konnte Apple nach Start des Angebotes den Push-Dienst jedoch nur für mobile Geräte bereitstellen. Als Entschädigung verlängerte Apple die Laufzeit des Vertrages für bestehende Kunden kostenlos um 30 Tage und später um weitere 60 Tage. Außerdem berichtete Apple, dass circa 1 % der MobileMe-Benutzer den integrierten E-Mail-Dienst mindestens eine Woche lang nicht nutzen konnten.
Am 6. Juni 2011 gab Apple auf der WWDC bekannt, dass der seit dem 12. Oktober 2011 angebotene Dienst iCloud MobileMe ab dem 1. Juli 2012 komplett ersetzt.

## Unterschiede zwischen .Mac und MobileMe
MobileMe ersetzte ab dem 10. Juli 2008 den .Mac-Service. Die Konvertierung für die Nutzer geschah automatisch.
Während .Mac hauptsächlich auf Desktop- und Notebooknutzung ausgerichtet war, sollte MobileMe Internetdienste sowohl für MacOS- als auch für iPhone- und Windows-Nutzer bereitstellen, die meisten von .Mac bekannten Leistungen behalten und zusätzliche Dienste (z. B. Push-Dienste) bereitstellen.
Einige Funktionen fielen ersatzlos weg oder waren zumindest nicht mehr in der Form integriert, wie sie es bei .Mac gewesen waren:
- Die iCards (Grußkarten) fielen ersatzlos weg.
- Der Internet-Zugriff auf synchronisierte Safari-Lesezeichen fiel ersatzlos weg.
- Das Erstellen neuer Nur-E-mail-Konten war nicht mehr möglich, bestehende konnten aber verlängert werden.
- Die Gruppenfunktion gab es nicht mehr („In MobileMe sind Gruppen nicht mehr integraler Bestandteil der Anwendung, Sie können jedoch bereits erstellte .Mac Gruppen weiterhin benutzen.“ (Apple Support: MobileMe: Informationen zu .Mac Gruppen)[7])
- Die Synchronisation mit Macs unter macOS 10.3 „Panther“ war nicht mehr möglich.
- Die .Mac-Homepage-Webanwendung gab es nicht mehr, sie bestand aber über einen Verweis in der iDisk-Webanwendung weiter.
- Die .Mac-Dias (englisch „.Mac Slides“) wurden nicht mehr unterstützt. Der Zugriff auf bereits veröffentlichte Dias ist jedoch weiterhin möglich, das Veröffentlichen jedoch nur noch mit alten Versionen von iPhoto und Aperture, die diese Funktion noch beherrschen. Ein eigenständiges Programm „.Mac Slides Publisher“ ist nicht mehr verfügbar.

## Funktionen

### Push-Dienste
MobileMe umfasst sogenannte Push-Dienste für E-Mail, Kalender und Adressen. Zum Start von MobileMe stehen die Push-Dienste jedoch nur für den iPod touch und das iPhone sowie die Browser-basierten Web-Anwendungen zur Verfügung. Auf Computern findet eine Synchronisation in einem Intervall von minimal 60 Sekunden statt.

### Synchronisation
MobileMe soll Daten (E-Mail-Konten (inkl. aller Regeln und Signaturen), Adressen, Kalender, Bookmarks, Dashboard-Widgets, Dockobjekte, Schlüsselbunde, Notizen, Einstellungen) zwischen mehreren Geräten (Mac, iPhone, iPad, iPod touch und Windows-PC) synchron halten. Dies geschieht über eine Anbindung an das Internet. Unterstützt werden die in macOS integrierten Programme Mail, Apple Safari, Adressbuch und iCal, aber auch Microsoft Outlook, Internet Explorer und Safari unter Windows.

### Webanwendungen
Zusätzlich erhalten Kunden durch die MobileMe-Webapps auf der Webseite des Dienstes die Möglichkeit, von jedem beliebigen Rechner aus über einen Web-Browser auf die eigenen Daten zuzugreifen und diese teilweise auch zu editieren.
Der Benutzer erhält Zugriff auf die folgenden Webanwendungen:
- Mail (Zugriff auf E-Mails des eigenen MobileMe-Benutzerkontos)
- Adressbuch (Zugriff auf die über MobileMe synchronisierten Kontaktinformationen)
- Kalender (Zugriff auf die über MobileMe synchronisierten Kalenderdaten)
- Galerie (Veröffentlichen von Bildern und Videos in der MobileMe-Galerie mit Hoch- und Herunterladen, Alben-Organisation, diversen Einstellungsmöglichkeiten und Zugriff auf mit iPhoto oder Aperture synchronisierte Fotoalben.)
- iDisk (Lese- und Schreibzugriff auf die iDisk sowie Löschen von Dateien und (De-)Komprimieren von zip-Dateien)
- Mein iPhone suchen (Zugriff auf Fernlöschfunktionen)
- Benutzerkonto (Ändern von personenbezogenen Daten wie Anschrift oder Rechnungsadresse, Verlängern der Mitgliedschaft, Kaufen von Zusatzoptionen wie mehr Speicherplatz und Einsehen der aktuellen Verfügbarkeit der einzelnen MobileMe-Dienste)

### E-Mail-Dienst
Der Dienst beinhaltet ein E-Mail-Konto und eine E-Mail-Adresse (z. B. vorname.nachname@me.com), die über IMAP oder POP3 abgefragt werden kann.

### Galerie
Über die Galeriefunktion können Bilder in das Internet gestellt und selektiv anderen Nutzern zur Verfügung gestellt werden. Es gibt auch die Möglichkeit, dass andere Nutzer einer Galerie weitere Bilder hinzuzufügen. Dies kann via Browser oder E-Mail geschehen. Die hinzugefügten Bilder werden automatisch mit dem lokalen iPhoto synchronisiert.

### iDisk
iDisk stellt auf Servern 20 oder mehr Gigabyte Speicherplatz zur Verfügung, auf den über das WebDAV-Protokoll oder einen Browser zugegriffen werden kann.

### Zugang zu meinem Mac
Für macOS wird Zugang zu meinem Mac zur Verfügung gestellt. Dabei handelt es sich um einen Dienst, welcher den Datenzugriff auf den heimischen Mac von beliebigen Internetzugängen aus erlaubt.

### Mein iPhone/iPad suchen
Ab 17. Juni 2009 ergänzt Apple eine neue Funktion, mit der sich ein verlegtes iPhone oder iPad wiederfinden lassen. Per Mausklick lässt sich das Gerät orten, die Position auf einer Karte anzeigen und einen Klingelton, auch wenn es auf stumm geschaltet ist, mit einer Nachricht auslösen. Seit November 2010 ist, mit Einführung von iOS 4.2.1, dieser Dienst zumindest für Besitzer eines iPhone 4, iPod touch (4G) oder iPad kostenlos.

#### Daten vom iPhone, iPod touch oder iPad löschen lassen
Sollte das eigene iPhone, iPod touch oder iPad gestohlen worden sein, kann man die kompletten Daten löschen lassen. Damit wird das Gerät unbrauchbar und persönliche Daten können nicht in fremde Hände gelangen. Seit November 2010 ist, mit Einführung von iOS 4.2.1, dieser Dienst zumindest für Besitzer eines iPhone 4, iPod touch(4G) oder iPad kostenlos.

#### iPhone oder iPad sperren lassen
Mit der Einführung von OS 3.1 für das iPhone gibt es eine neue Funktion, mit der sich das iPhone oder iPad mit einem vierstelligen Zugangscode von der Ferne aus sperren lässt. Diese Option ist nützlich, wenn man nicht gleich eine komplette Löschung durchführen möchte und trotzdem den Finder oder Dieb des iPhones aussperren möchte. Seit der Einführung von iOS 4.2.1 im November 2010 ist dieser Dienst für Besitzer eines iPhone 4 oder iPads kostenlos verfügbar.

## Kritik
Bei den Versionen 7.7 bis 8.2 der iTunes-Software für Windows wurde der MobileMe-Dienst ungefragt als Systemdienst installiert. Eine Möglichkeit der Abwahl bei der Installation gab es nicht.
Die Einführung von MobileMe war mit großen Problemen verbunden. So war der Dienst teilweise nicht oder nur eingeschränkt verfügbar und wies besonders als Webanwendung ungewöhnlich hohe Antwortzeiten auf.
Apple-Gründer Steve Jobs äußerte 2011 anlässlich der Einführung von iCloud, dass MobileMe nicht Apples „Sternstunde“ gewesen sei.

## Übergang zu iCloud
iCloud wurde am 6. Juni 2011 im Rahmen der Worldwide Developers Conference (WWDC) vorgestellt und am 12. Oktober 2011 offiziell gestartet. Der neue Dienst ersetzt seit dem 1. Juli 2012 das Angebot von MobileMe vollständig. Apple hat Nutzer bis zu diesem Datum immer wieder gebeten, ihre Daten auf iCloud umzuziehen, da bis auf iWebPublishing, Gallery und iDisk alle Funktionen des alten Angebots zur Verfügung stehen. Aufgrund der anhaltenden Kritik an iCloud und der Tatsache, dass noch längst nicht alle Nutzer ihr Konto gewechselt haben, hat Apple im Oktober 2012 die Frist für den Umzug der Daten um zwölf Monate bis September 2013 verlängert. Außerdem erhalten ehemalige MobileMe-Kunden zusätzlichen Speicherplatz ohne Gebühren.